# MXML
Le MXML est le langage de description développé par Macromedia, puis repris par Adobe Systems pour la plateforme Adobe Flex. Il est dérivé du XML et permet de décrire la présentation des interfaces utilisées dans le cadre du développement des clients riches ou RIA (Rich Internet Application).